# ゲオルク・クリスティアン・エーダー

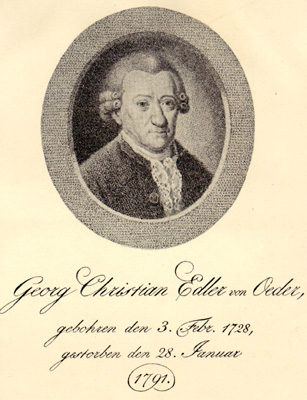
Georg Christian Oeder (copperplate 1793)

ゲオルク・クリスティアン・エーダー（Georg Christian Edler von Oldenburg Oeder, 1728年2月3日 - 1791年1月28日）は、ドイツ生まれのデンマークの植物学者、医者、経済学者、社会改革家である。『デンマーク植物誌』(Flora Danica) の著者。

## 生涯
バイエルンの教区牧師を務めた父親のもと、南ドイツのアンスバッハに生まれた。ゲッティンゲン大学でアルブレヒト・フォン・ハラーのもとで医学を学び、シュレースヴィヒ＝ホルシュタインに医師として移住した後、1751年にハラーの推薦でデンマーク王からコペンハーゲン大学の外国人講師として招かれた。植物学の教授に任じられ、すぐに植物園を創立した。1753年から『デンマーク植物誌』の編集を始めた。これはデンマーク、アイスランドなどを含む、当時のデンマーク＝ノルウェー連合王国の領土に自生するすべての植物、コケ類、地衣類、菌類を網羅する画期的な事業であった。エーダーは1758年から1760年の間、ノルウェーのトロンヘイムなどの高緯度の高地を訪れ、『デンマーク植物誌』には多くの高山植物が含まれることになった。さらに外国の協力者から植物文献を購入し、コレクションを増加させた。イギリスとアメリカの文献はチェルシー薬草園のフィリップ・ミラーから購入し、リチャード・ミードからも大量の文献を購入した。またノルウェーの司教で植物学者のヨハン・エルンスト・グンナルス (Johan Ernst Gunnerus) とも交流した。
エーダーは農業改革にも取り組み、世帯の統計を取り、未亡人の援助に取り組み、農村の人々の代弁者となった。しかし改革を進めた執政ヨハン・フリードリヒ・ストルーエンセの没落とともに、反改革、反ドイツの風潮が盛んとなり、これによって教授の職を失った。当時デンマーク領であったオルデンブルクで名誉職を得て当地で暮らした。没する2年前に、神聖ローマ皇帝ヨーゼフ2世から爵位を得た。
キク科のオエデラ属 (Oedera) はエーダーに献名されている。

## 『デンマーク植物誌』の図版

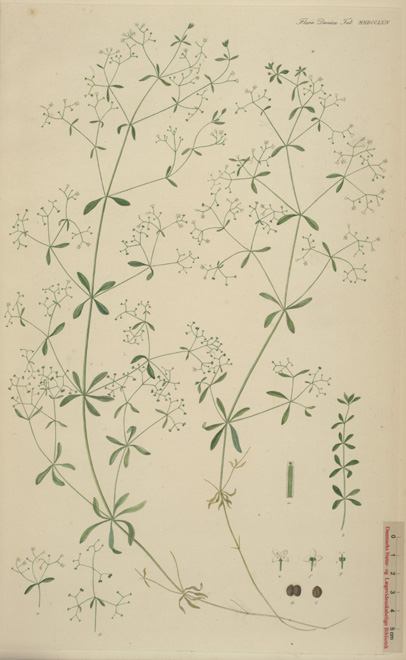
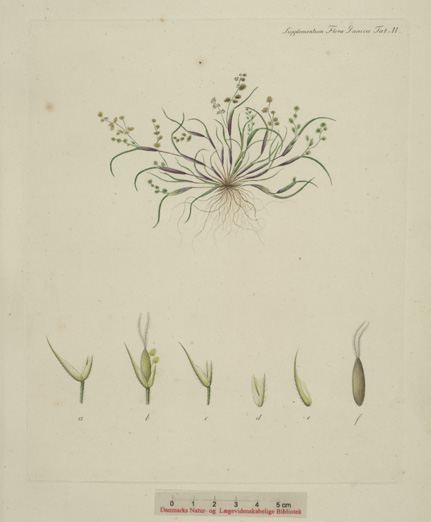
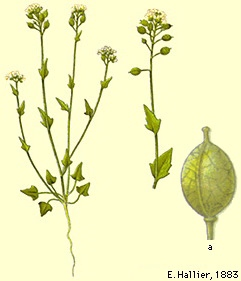